# Галіфакс (округ, Вірджинія)
Шаблон:StateAbbr_ 36°46′ пн. ш. 78°56′ зх. д. / 36.77° пн. ш. 78.94° зх. д.
Округ  Галіфакс (англ. Halifax County) — округ (графство) у штаті  Вірджинія, США. Ідентифікатор округу 51083.

## Історія
Округ утворений 1752 року.

## Демографія
За даними перепису 2000 року загальне населення округу становило 37355 осіб, зокрема міського населення було 8878, а сільського — 28477. Серед мешканців округу чоловіків було 17782, а жінок — 19573. В окрузі було 15018 домогосподарств, 10514 родин, які мешкали в 16953 будинках. Середній розмір родини становив 2,94.
Віковий розподіл населення поданий у таблиці:
| Стать    | До 15 років | 15-21 | 22-29 | 30-39 | 40-49 | 50-65 | 65-85 | Понад 85 |
| -------- | ----------- | ----- | ----- | ----- | ----- | ----- | ----- | -------- |
| Чоловіки | 3706        | 1556  | 1550  | 2386  | 2811  | 3337  | 2223  | 213      |
| Жінки    | 3509        | 1444  | 1585  | 2511  | 2870  | 3717  | 3367  | 570      |

## Суміжні округи
- Шарлотт — північний схід
- Мекленберг — схід
- Ґренвілл, Північна Кароліна — південний схід
- Персон, Північна Кароліна — південь
- Касвелл, Північна Кароліна — південний захід
- Піттсильванія — захід
- Кемпбелл — північний захід

## Виноски
1. ↑  U.S. Decennial Census. United States Census Bureau. Архів оригіналу за 12 травня 2015. Процитовано 3 січня 2014.
2. ↑  Historical Census Browser. University of Virginia Library. Архів оригіналу за 11 серпня 2012. Процитовано 3 січня 2014.
3. ↑  Population of Counties by Decennial Census: 1900 to 1990. United States Census Bureau. Архів оригіналу за 15 грудня 2013. Процитовано 3 січня 2014.
4. ↑  Census 2000 PHC-T-4. Ranking Tables for Counties: 1990 and 2000 (PDF). United States Census Bureau. Архів оригіналу (PDF) за 18 грудня 2014. Процитовано 3 січня 2014.
5. ↑  State & County QuickFacts. United States Census Bureau. Архів оригіналу за 6 червня 2011. Процитовано 3 січня 2014.(англ.) Наведено за англійською вікіпедією.
6. ↑  American FactFinder. Бюро перепису населення США. Архів оригіналу за 21 травня 2008. Процитовано 31 січня 2008.

| США | Це незавершена стаття з географії США. Ви можете допомогти проєкту, виправивши або дописавши її. |